# Підлісне (Чернігівський район)
Підлі́сне (до 1961 року — Церко́вище) — село в Україні, у Кіптівській сільській громаді Чернігівського району Чернігівської області. До 2015 центр Підлісненської сільської ради. Лежить за 30 км від Козельця. Поблизу розміщений гідрологічний заказник Підлісне.

## Назва
За деякими даними, одна з попередніх назв — Курінь. Пізніше село мало назву Церковище. У 1961 році отримало сучасну назву Підлісне.

## Вулиці та провулки
У Підлісному станом на вересень 2015 року нараховано 11 вулиць і 4 провулки:
- вулиця Берегова;
- вулиця Глодова;
- вулиця Дачна;
- вулиця Деркача;
- вулиця Кедовська;
- вулиця Молодіжна;
- провулок Північний;
- вулиця Садова;
- вулиця Селянська;
- провулок Селянський;
- провулок Східний;
- вулиця Тракторна;
- вулиця Шевченка;
- провулок Широкий;
- вулиця Шкільна.

## Історія
Офіційний рік заснування — 1758. Однак у переписній книзі Малоросійського приказу (1666) згадується село Церковища, в якому був 31 двір (27 волів та 10 коней). У книзі перелічено всіх 31 чоловіків поіменно. Судячи з назви, задовго до того (можливо, до татарської навали) там уже була церква. На одній із чаш Троїцького храму був напис: Петро Домонтовичъ на Церковищскую церковь надаю.
У 1770 році було 1339 прихожан храму. У 1859 році населення села становило 2244 особи на 292 двори. Церковище — село казачье и владѣльческое, розташоване на протокѣ Сагѣ. У 1890 році було перебудовано дерев'яну Троїцьку церкву. У 1897 році за переписом населення налічувало 2562 особи (православних — 2525), за іншим даними — 3000 на 472 двори, земська школа.
Радянську владу встановлено в січні 1918. У селі станом на 1988 р. мешкало 1479 осіб, у ньому були: колгосп «Шлях Леніна», відділення зв'язку, АТС, сільська школа, медпункт, дитячі ясла, будинок культури на 250 місць, кіноустановка, бібліотека (10 тис. од. зб.)[джерело?]
1971 на честь односельців, які загинули (250 осіб) на фронтах Німецько-радянської війни, та радянських воїнів, загиблих 1943 при визволенні села, споруджено меморіальний комплекс. На території села виявлено поселення епохи неоліту і бронзи (5-2 тис. до н. е.)[джерело?]
3 вересня 2015 року село увійшло до Кіптівської сільської громади шляхом об'єднання із Кіптівською сільрадою. Староста — Шрамченко Тетяна Михайлівна.
12 червня 2020 року, відповідно до розпорядження Кабінету Міністрів України № 730-р від «Про визначення адміністративних центрів та затвердження територій територіальних громад Чернігівської області», село увійшло до складу Кіптівської сільської громади.
17 липня 2020 року, в результаті адміністративно-територіальної реформи та ліквідації Козелецького району, село увійшло до складу Чернігівського району

## Політика

### Парламентські вибори, 2019
На позачергових парламентських виборах 2019 року у селі функціонувала окрема виборча дільниця № 740297, розташована у приміщенні школи.
Результати
- зареєстровано 492 виборці, явка 69,31%, найбільше голосів віддано за «Слугу народу» — 39,58%, за Радикальну партію Олега Ляшка — 16,37%, за Всеукраїнське об'єднання «Батьківщина» — 15,18%[12]. В одномандатному окрузі найбільше голосів отримав Борис Приходько (самовисування) — 37,16%, за Сергія Коровченка (самовисування) — 27,19%, за Олега Дмитренка (самовисування) — 18,73%[13].

## Населення

### Мова
Розподіл населення за рідною мовою за даними перепису 2001 року:
| Мова       | Кількість | Відсоток |
| ---------- | --------- | -------- |
| українська | 992       | 99.8%    |
| російська  | 2         | 0.2%     |
| Усього     | 994       | 100%     |

## Пам'ятники
У Підлісному станом на вересень 2015 року нараховано 4 пам'ятники:
- загиблим солдатам Червоної армії під час Німецько-радянської війни;
- братська могила;
- пам'ятник Володимиру Леніну;
- пам'ятник жертвам Голодомору 1932—33 років.

## Уродженці
- Гриценко Микола Іванович (нар. 1943 р.) — український фізик, доктор фізико-математичних наук (1989), професор (1990).
- Стефанович-Донцов Яків (1752—1829) — український лікар.